# 雷久南
雷久南（1951年—），自然療法專家，祖籍湖南，出生於台湾台南，自幼移居美國。「琉璃光養生中心」和《琉璃光養生世界》雜誌的創始人。

## 生平
14歲時隨父母移居美國。畢業於夏威夷大學，獲得化學學士學位。在麻省理工學院獲得化學博士學位。後進入德州大學安德森癌症中心工作長達十年，專攻癌症預防與治療。1987年，辭去工作，遠赴印度三年。自1990年代起，開始在世界各地演講、辦研習營。1991年，於加州創設「琉璃光養生中心」。